# Magnac-sur-Touvre
Magnac-sur-Touvre – miejscowość i gmina we Francji, w regionie Nowa Akwitania, w departamencie Charente.
Według danych na rok 1990 gminę zamieszkiwały 2843 osoby, a gęstość zaludnienia wynosiła 364 osób/km² (wśród 1467 gmin regionu Poitou-Charentes Magnac-sur-Touvre plasuje się na 82. miejscu pod względem liczby ludności, natomiast pod względem powierzchni na miejscu 950.).